# Astragalus dillinghamii
Astragalus dillinghamii är en ärtväxtart som beskrevs av James Francis Macbride. Astragalus dillinghamii ingår i släktet vedlar, och familjen ärtväxter. Inga underarter finns listade i Catalogue of Life.